# Rubacker
Rubacker ist ein Weiler in der Ortschaft Homberg innerhalb der Gemeinde Deggenhausertal im Bodenseekreis. Rubacker liegt auf dem Höchsten und grenzt an die Gemeinden Illmensee und Wilhelmsdorf.

## Geschichte
Erstmals urkundlich erwähnt wurde Rubacker 1297, dort jedoch unter dem Namen Rugacker. Elisabeth von Homburg, die seit 1424 Besitzerin des Hofes Rugacker war, spendete zu einem unbekannten Zeitpunkt eine Schwesternsammlung. Seit 1436 ist eine Kapelle zu dieser Sammlung bezeugt. 1673 verstarb die letzte Schwester des Klosters. Heute existiert kein Gebäude des ehemaligen Klosters Rubacker mehr. 1972 wurde die Gemeinde Homberg mit anderen Gemeinden zur neuen Gemeinde Deggenhausertal zusammengelegt.
Am Ende des Zweiten Weltkriegs wurden in einem Waldstück bei Rubacker zwei fahnenflüchtige deutsche Soldaten von der im Berggasthof Höchsten untergebrachten SS-Abteilung ergriffen und wenig später im Wald östlich von Rubacker standrechtlich erschossen. 2004 wurde an dieser Stelle ein Gedenkstein für die erschossenen Soldaten aufgestellt.
Auf dem Höchsten bei Rubacker lag bis zum Umzug nach Bad Saulgau 2011 eine Suchtklinik für Frauen der Zieglerschen Anstalten, das Fachkrankenhaus Höchsten.